# 挽那縣
挽那縣（羅馬化：Bang Na, 發音：[bāːŋ nāː]），又譯曼那區，是泰國首都曼谷轄下的50個區之一。挽那縣總面積18.789平方公里。根據泰國官方於2017年所做的人口調查數據顯示：居住於挽那縣的總人口數量為90852人。

## 歷史
挽那縣曾經是拍崑崙縣的一部分，它於1998年3月6日成為一個獨立的縣。